# Emleben
Emleben est une commune allemande de l'arrondissement de Gotha en Thuringe et qui fait partie de la communauté d'administration Apfelstädtaue.

## Géographie

Situation de la commune (en rouge) dans l'arrondissement de Gotha

Emleben est située au centre de l'arrondissement, sur le Leinakanal, à 7 km au sud de Gotha, le chef-lieu de l'arrondissement, en direction de la forêt de Thuringe. Emleben fait partie de la communauté d'administration Apfelstädtaue dont le siège se trouve à Georgenthal.
Communes limitrophes (en commençant par le nord et dans le sens des aiguilles d'une montre) : Gotha, Schwabhausen, Petriroda, Hohenkirchen et Leinatal.

## Histoire
La première mention du village date de 1006 sous le nom d'Imli. Emeleben a profité du Flößgraben et du Leinakanal, système de canaux creusés au Moyen Âge pour l'approvisionnement en eau potable de Gotha.
Emleben a fait partie du duché de Saxe-Cobourg-Gotha (cercle d'Ohrdruf).
En 1922, après la création du land de Thuringe, la commune est intégrée au nouvel arrondissement de Gotha avant de rejoindre le district d'Erfurt en 1949 pendant la période de la République démocratique allemande jusqu'en 1990.

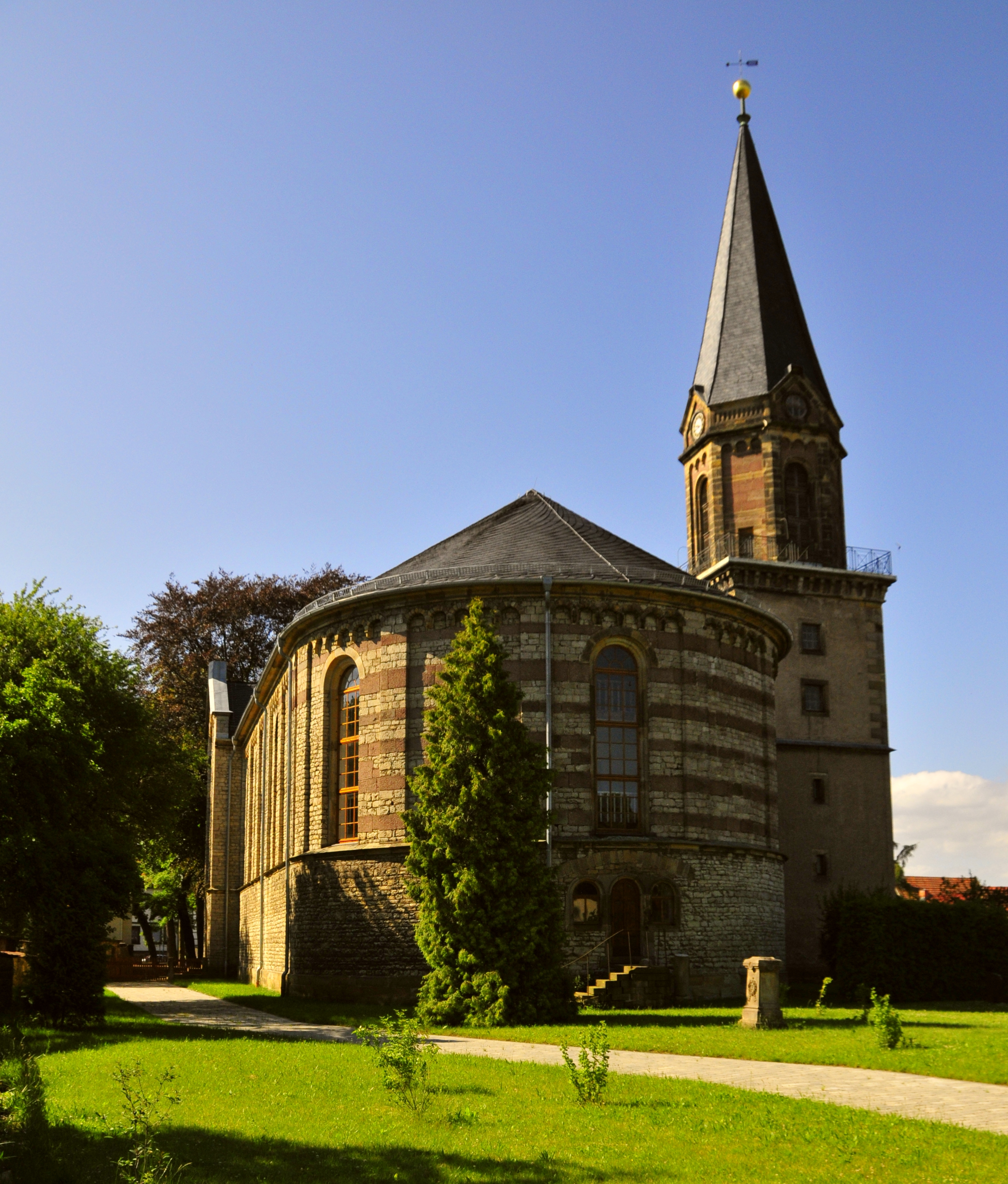
L'église St Boniface

## Démographie
| 1910 | 1933 | 1939 | 1995 | 2000 | 2005 | 2010 |
| ---- | ---- | ---- | ---- | ---- | ---- | ---- |
| 801  | 825  | 950  | 800  | 806  | 805  | 762  |

## Communications
Emleben est desservie par ligne ferroviaire Gotha-Ohrdruf-Gräfenroda.
La commune est traversée par l'autoroute A4 et proche de la sortie 42 Gotha-Schwabhausen. La route L2146 rejoint Gotha au nord et la route nationale B247 au sud en direction d'Ohrdruf. La L1026 rejoint Wechmar à l'est et Leina à l'ouest.